# Русанештиј де Сус (Олт)
Русанештиј де Сус (рум. Rusăneștii de Sus) насеље је у Румунији у округу Олт у општини Воињаса. Oпштина се налази на надморској висини од 113 m.

## Становништво
Према подацима из 2002. године у насељу је живело 269 становника.

### Попис2002.
| Расподела становништва по националности 2002.‍ | Расподела становништва по националности 2002.‍ | Расподела становништва по националности 2002.‍ | Расподела становништва по националности 2002.‍ | Расподела становништва по националности 2002.‍ |
| --------------------------------------------- | --------------------------------------------- | --------------------------------------------- | --------------------------------------------- | --------------------------------------------- |
|                                               |                                               |                                               |                                               |                                               |
| Румуни                                        | Румуни                                        |                                               | 248                                           | 92,2%                                         |
| Роми                                          | Роми                                          |                                               | 21                                            | 7,8%                                          |